# Ociminae
Sous-tribu
Les Ociminae sont une sous-tribu de plantes à fleurs de la famille des Lamiaceae (Lamiacées), de la sous-famille des Nepetoideae et de la tribu des Ocimeae.
Le genre type est Ocimum L.

## Liste des genres
Basilicum – Benguellia – Catoferia – Endostemon – Fuerstia – Haumaniastrum – Hoslundia – Ocimum – Orthosiphon – Platostoma – Syncolostemon

## Publication originale
- Schmidt J.A., in Mart. (ed.) 1858. Flora Brasiliensis 8(1): 67, 69.